# Le donne degli ammutinati del Bounty
Le donne degli ammutinati del Bounty (The Women of Pitcairn Island) è un film del 1956 diretto da Jean Yarbrough.
È un film d'avventura statunitense con Lynn Bari, John Smith e Sue England. È basato sui personaggi dei romanzi Mutiny on the Bounty (1932), Men Against the Sea (1933) e Pitcairn's Island (1934) scritti da Charles Nordoff e James Norman Hall, racconti ispirati all'evento reale dell'ammutinamento del Bounty.

## Produzione
Il film, diretto da Jean Yarbrough su una sceneggiatura e un soggetto di Aubrey Wisberg, fu prodotto dagli stessi Wisberg e Yarbrough per la Regal Films e girato nei Paramount Studios a Hollywood e nella Portuguese Bend, in California, da metà agosto a fine settembre 1956.

## Distribuzione
Il film fu distribuito con il titolo The Women of Pitcairn Island negli Stati Uniti nel dicembre 1956 al cinema dalla Twentieth Century Fox Film Corporation.
Altre distribuzioni:
- in Finlandia il 20 settembre 1957 (Mustien helmien kirous)
- in Italia (Le donne degli ammutinati del Bounty)
- in Brasile (Terror na Ilha das Mulheres)
- in Grecia (To nisi ton eleftheron gynaikon)

## Critica
Secondo il Morandini il film è una "versione romanzata mediocre e poco veritiera" dell'evento reale riguardante l'ammutinamento del Bounty".